# Kazaly Imre
Kazaly Imre (Szeged, Csongrád vármegye, 1846. február 8. – Füzérradvány, 1933. április 12.) teológiai doktor és római katolikus plébános.

## Élete
Szegeden született, ahol atyja elemi iskolai tanító volt; gimnaziális tanulmányait szülővárosában és 1861-ben a vác-egyházmegyei papnövendékek sorába fölvétetvén, a VII. és VIII. osztályt Nagyszombatban járta, a teologiát mint a Pazmaneum növendéke a bécsi egyetemen hallgatta. 1869. február 26-án misés pappá szenteltetett föl és hét hónapig Benyovszky Vince volt Pest megyei alispánnál Gyónon mint nevelő, azután Bujákon mint segédlelkész működött. 1871-ben a váci püspök szertartója lett. 1873-tól a váci papnevelőben az egyházjogot és egyháztörténelmet adta elő. 
1882-ben szentszéki ülnök, 1886. március 20-án teologiai doktor lett, 1889-ben plébános Lőrincen, kevéssel azután Dorozsmán, 1893-tól 1910-ig pedig Nagykátán. Miután lemondott javadalmáról, nyugdíjba vonult, majd 6 éven keresztül lakott Szabadkán, később Veresegyházra, Szadára, Pestlőrincre, Fótra, Füzérradványba, végül Tompára tette át lakhelyét. 1882-ben szentszéki tanácsos, 1894-ben kerületi tanfelügyelő, 1898-ban esperes, 1908-ban tiszteletbeli kanonok, 1886-ban teológiai doktor, 1887-ben a budapesti hittudományi kar bekebelezett doktora lett. 1915-ben a Szent István Akadémia II. osztályának lett a tagja.
Szépirodalmi cikkeket írt az Új Időkbe és a Váczvidéki Közlönybe (1875-76.), a Reménybe, a Charivariba, a Mátyás diákba, a Váczi Közlönybe sat. Egyházjogi, egyháztörténelmi, társadalmi és kritikai cikkeket írt 1875-től a következő lapokba és folyóiratokba: Magyar Állam (1882. 58. sz. Quousque tamen abutere? A Barát fülek cz. mű ellen, 187. sz. Néhány vonás a bécsi kath. hitéletről, 1884. 139. sz. Neszveda István filomélai püspök.), Magyar Korona, Religio, (1878. A hajdani menedékjog, 1879. A szentségtörő rablás és Isten büntetése, 1880. A két apostolfejedelem végső napjai, 1885. Egy hiányzó egyetemi tanszék, Krisztus és tyanai Apollonius, 1886. A kiengesztelés nagy munkája hazánkban), Uj Magyar Sion (1882. Tetzel János, 1884. Kátéink tökéletesítéséről, 1885. Kölcsönös viszony a plébános és káplánja közt), Havi Közlöny, Irodalmi Értesítő, egri Irodalmi Szemle, Hitoktatás, Katholikus Szemle, Katholikus Theol. folyóirat, Válogatott magyar kath. egyházi beszédek gyűjteménye sat. Az 1876-ban megindult, de rövid életű Tájékozónak főmunkatársa volt (1881. Commentárok a magyar protestánsok márcz. 15. kérvényéhez, 1882. A népies irányú kath. irodalom érdekében); a Katholikus Hitszónok (1880.) számára nehány szent beszédet írt; a Népiskolai Tanügy (1883. Kritika az iskolaszékekről); a Szt. István Társulat Naptáraiban (1882., 1883., 1885., 1887.) is jelentek meg tőle egyes cikkek; az 1884-ben keletkezett Magyar Katholikus c. lapnál szintén mint főmunkatárs működött.

## Munkái
- A kath. egyházjogtan kézikönyve, különös tekintettel Magyarország jogi viszonyaira. Vácz, 1877. Két kötet. (2. jav. és bőv. kiadás, 1877.; ism. Jogtudom. Közlöny, melyre szerző válaszolt; 3. újonnan átnézett és bőv. kiadás 1882.; 4. kiadás 1888. Uo. Ezen munkája több seminariumban mint tankönyv használtatik.)
- Az egyetemes egyháztörténelem kézikönyve. Uo. 1879-81. Három kötet. (I., II. ism. M. Sion, III. ism. Új M. Sion, 1882)
- A modern jótékonyság. Bpest, 1882 (Különny. a Religióból.)
- Élet és társadalom (Beszélyek és értekezések.) Vácz, 1882
- A hadkötelesek, katonák és honvédek nősülését szabályozó újabb törvényeink történeti kifejlődése és mai érvénye. Temesvár, 1886 (Különnyomat a Havi Közlönyből.)
- Gyakorlati útmutatás a házassági ügyekben. A lelkeszkedő papság használatára. Ugyanott, 1887
- A lelkész hatásköre a házassági perekben. Uo. 1890